# Myleus setiger
Myleus setiger is een straalvinnige vissensoort uit de familie van de echte piranha's (Serrasalmidae). De wetenschappelijke naam van de soort is voor het eerst geldig gepubliceerd in 1844 door Müller & Troschel.
Deze bentopelagische zoetwatervis komt voor in het stroomgebied van de Amazone en Orinoco en de rivieren van het Guinaschild. De vis wordt 2,0 cm lang.